# Hatti
Hatti (URUHa-at-ti) – nazwa krainy historycznej z epoki brązu zamieszkanej przez lud Hatti (czasem zwany Protohetytami lub Hatytami) w okresie  od trzeciego tysiąclecia p.n.e. do  drugiego tysiąclecia p.n.e., później wyparci przez Hetytów. Stolicą w obu okresach było miasto Hattusa (Hattusas), którego ruiny znajdują się obecnie w północno-centralnej Turcji. Pierwszym władcą Hatti był Hatusili. W Hatti głównymi bogami byli Taru – Bóg Burzy oraz jego małżonka Tahattanuiti. Hatti jest zwana „krajem tysiąca bogów”; ten przydomek zyskała przez swoje podboje, bowiem Hetyci łączyli ze sobą podobne bóstwa oraz kultury. Po pewnym czasie bogów można było liczyć w tysiącach.